# Дождевы
 Дождевы  — деревня в Кирово-Чепецком районе Кировской области в составе Кстининского сельского поселения.

## География
Расположена на расстоянии примерно 4 км на юго-запад по прямой от центра поселения села Кстинино.

## История
Известна с 1671 года как деревня Алексеевская с 2 дворами, в 1764 году 31 житель, в 1802 5 дворов. В 1873 году здесь (Алексеевская или Дождевы) дворов 20 и жителей 140, в 1905 21 и 125, в 1926 (Дождевы или Алексеевская) 19 и 87, в 1950 14 и 58, в 1989 6 жителей. Настоящее название утвердилось с 1939 года.

## Население
Постоянное население составляло 7 человек (русские 100%) в 2002 году, 8 в 2010.